# Predstavitvena plast
Predstavitvena plast je odgovorna za prikaz in oblikovanje prispelih podatkov. Večina implementacij OSI modela vključuje enkripcijo in kompresijo podatkov ravno v predstavitveno plast. Predstavitvena plast zagotavlja različne načine kodiranja in sisteme pretvorb za aplikacijsko plast. Pretvarja podatke, poslane po omrežju, iz ene oblike v drugo, določa sintakso, transformacijo in formiranje podatkov. Za združljivost med različnimi sistemi je ravno tako poskrbljeno na predstavitveni plasti.

## Primeri
- JPEG
- GIF
- PNG